# From janet. to Damita Jo: The Videos
A From janet. to Damita Jo: The Videos Janet Jackson amerikai énekesnő DVD-je. A Virgin Records kiadónál készült videóklipjei szerepelnek rajta a janet. (1993), a Design of a Decade 1986/1996 (1995), a The Velvet Rope (1997), az All for You (2001) és a Damita Jo (2004) című albumokról. Tartalmának nagy része korábban is megjelent, az All for You album egyik kiadásának DVD-jén.
A DVD-n nem szerepelnek az énekesnőnek az ebben az időszakban, de más kiadónál készült klipjei: a Scream (Michael Jacksonnal, 1995), a What’s It Gonna Be?! (Busta Rhymesszal, 2000), a Doesn’t Really Matter (2000) és a Feel It Boy (Beenie Mannel, 2002). A Virginnél készült klipek közül kettő szintén nem szerepel rajta: a Whoops Now és a Janet Megamix 04. A Just a Little While-nak a videóklip helyett egy koncertfelvétele szerepel a DVD-n.

## Dalok
1. That’s the Way Love Goes
2. If
3. Again
4. Because of Love
5. Any Time, Any Place
6. You Want This
7. Got ‘til It’s Gone (featuring Q-Tip & Joni Mitchell)
8. Together Again
9. I Get Lonely
10. Go Deep
11. You
12. Every Time
13. Together Again (Deeper Remix)
14. All for You
15. Someone to Call My Lover (So So Def Remix) (featuring Jermaine Dupri)
16. Son of a Gun (I Betcha Think This Song Is About You) (Carly Simonnal és Missy Elliott-tal)
17. I Want You
18. All Nite (Don’t Stop)
19. Just a Little While (Live Version)

## Megjelenési dátumok
| Régió            | Dátum               | Kiadó  |
| ---------------- | ------------------- | ------ |
| Európa           | 2004. szeptember 6. | Virgin |
| Egyesült Államok | 2004. szeptember 7. | Virgin |
| Kanada           | 2004. szeptember 7. | Virgin |
| Japán            | 2004.szeptember 29. | EMI    |
| Ausztrália       | 2004. október 18.   | Virgin |

### Bónuszanyagok
- Damita Jo interjú
- Az All Nite (Don’t Stop) forgatása
- Fotógaléria
- A MuchMoreMusic Live műsorban:
  - All Nite (Don’t Stop)
  - I Want You
- Az On Air with Ryan Seacrest műsorban:
  - All Nite (Don’t Stop)
  - I Want You
  - Interjú